# La Crónica de Hoy
La Crónica de Hoy es un periódico mexicano publicado en la Ciudad de México.

## Historia
Fundado en 1996 por Pablo Hiriart. El diario es presidido desde el año 2000 por el empresario Jorge Kahwagi Gastine. Fue dirigido por el periodista Guillermo Ortega Ruiz de 2007 a 2014. Desde 2014 Jorge Kahwagi Gastine funge como director general y presidente. El diario se publica en formato tabloide y cuenta con un sitio web propio.
El Gobierno de México, por medio de su institución la Lotería Nacional para la Asistencia Pública, homenajeó en junio de 2016 a La Crónica de Hoy en ocasión de su vigésimo aniversario.